# Кубок Колдера
Кубок Колдера — один з найпрестижніших і найстаріших трофеїв для клубних команд у північноамериканському хокеї із шайбою. Вручається команді, що перемогла в плей-оф Американської хокейної ліги. Вперше був вручений в 1937 році. Відтоді нагородження переможця відбувається щороку.
Кубок названий на честь Френка Колдера, першого президента НХЛ. Приз Колдер Трофі, що вручається найкращому новачку сезону НХЛ, також названий на його честь.
Рекордсменом за кількістю здобутих кубків є фарм-клуб команди НХЛ Вашингтон Кепіталс «Герші Берс». Клуб з Пенсільванії вигравав головний трофей АХЛ 13 разів. Єдиною командою, що тричі поспіль здобувала кубок Колдера є «Спрингфілд Індіанс».